# Melodia Sentimental
Com poema de Dora Vasconcellos, Melodia Sentimental é parte integrante da obra A Floresta do Amazonas de Heitor Villa-Lobos, composta nos anos 1950 para o filme "Green Mansions" de Mel Ferrer.
A música, na voz de Djavan, compôs a trilha sonora do filme Deus É Brasileiro, de Cacá Diegues. É executada na cena final e é considerada uma das mais belas do filme.

## Melodia Sentimental
Acorda, vem ver a lua
Que dorme na noite escura
Que fulge tão bela e branca
Derramando doçura
Clara chama silente
Ardendo meu sonhar
As asas da noite que surgem
E correm no espaço profundo
Oh, doce amada, desperta
Vem dar teu calor ao luar
Quisera saber-te minha
Na hora serena e calma
A sombra confia ao vento
O limite da espera
Quando dentro da noite
Reclama o teu amor
Acorda, vem olhar a lua
Que brilha na noite escura
Querida, és linda e meiga
Sentir seu amor é sonhar